# SN 2007rv
SN 2007rv – supernowa typu Ia odkryta 7 listopada 2007 roku w galaktyce NGC 689. W momencie odkrycia miała maksymalną jasność 16,80m.